# Pachlova vila
Pachlova vila je dům ve Staré Boleslavi, který si pro sebe a svoji rodinu nechal postavit jako letní sídlo syn zakladatele čokoládovny Orion Jan Pachl. Dům podle architektonického návrhu Vladimíra Límana vznikal v letech 1937–1938.

## Historie
Dům byl postaven v letech 1937–1938. V roce 1996 proběhla celková rekonstrukce objektu. Od roku 2000 je vila kulturní památkou a předmětem ochrany je nejen vila samotná, ale také její 4000 m2 velká okrasná zahrada, včetně oplocení.

## Architektura
Vila je situována na okraji Staré Boleslavi, jihovýchodně od jejího historického centra. Zděný přízemní dům o rozloze asi 300 m2, stojící uprostřed zahrady, má pravoúhlý půdorys, světlou omítku, valbovou střechu a otevřenou lodžii do zahrady. Jedná se o novoromantickou stavbu inspirovanou tzv. barrandovským stylem ovlivněným soudobou hollywoodskou architekturou (například některými barrandovskými vilami navrženými architektem Vladimírem Grégrem).
Spodní patro budovy bylo navrženo jako společenské (obývací pokoj s krbem, kuchyně, jídelna). V obytném podkroví pak byly umístěny soukromé prostory (ložnice, koupelny). Během rekonstrukce v 90. letech 20. století se podařilo zachovat některé původní prvky (dřevěné schodiště, pískovcové sloupy).
V zahradě je několik letitých stromů (120 let staré buky, 100 let stará katalpa, několik původních jehličnanů vysazených během stavby ve 30. letech 20. století). V zahradě také stojí dva samostatné objekty: v severní části garáž a v jižní části bývalý domek správce. Tyto objekty nejsou součástní památkové ochrany areálu. V podzemí se nachází protiletecký kryt, který si investor nechal vybudovat zřejmě v reakci na složitou mezinárodní situaci v době vzniku stavby. V prostoru zahrady byla dříve k dispozici také zastřešená ledová plocha.
Pachlova vila tvoří se dvěma sousedními domy (dům čp. 933 a dům čp. 880, který je rovněž chráněn jako kulturní památka) zajímavý architektonický a urbanistický celek.